# IFK Göteborg
Idrottsföreningen Kamraterna Göteborg, IFK Göteborg ali preprosto Göteborg je švedski nogometni klub iz mesta Göteborg. Ustanovljen je bil 4. oktobra 1904 in trenutno igra v Allsvenskan, 1. švedski nogometni ligi. 
Göteborg je bil osemnajstkrat državni prvak (1908, 1910, 1918, 1934/35, 1941/42, 1957/58, 1969, 1982, 1983, 1984, 1987, 1990, 1991, 1993, 1994, 1995, 1996, 2007), trinajstkrat prvak (1934/35, 1941/42, 1957/58, 1969, 1982, 1984, 1990, 1991, 1993, 1994, 1995, 1996, 2007) in prav tolikokrat tudi podprvak (1924/25, 1926/27, 1929/30, 1939/49, 1979, 1981, 1986, 1988, 1997, 2005, 2009, 2014, 2015) 1. švedske lige. Ima pa tudi 7 naslovov prvaka (1978/79, 1981/82, 1982/83, 1991, 2008, 2012/13, 2014/15) in 5 naslovov podprvaka (1985/86, 1998/99, 2004, 2007, 2009) švedskega pokala. V evropskih tekmovanjih pa je najvidnejši uspeh osvojitev dveh naslovov prvaka Evropske lige v sezonah 1981/82 in 1986/87. Bil pa je tudi dvakratni polfinalist Lige prvakov (1985/86, 1992/93), četrtfinalist evropskega pokala pokalnih prvakov (1979/80) in polfinalist skandinavske Kraljevske Lige (2004/05).
Domači stadion Göteborga je Gamla Ullevi, ki sprejme 18,416 gledalcev. Barvi dresov sta modra in bela. Nadimki nogometašev pa so Blåvitt ("Modrobeli"),
Änglarna ("Angeli") in Kamraterna ("Kolegi").